# Enrico Janoschka

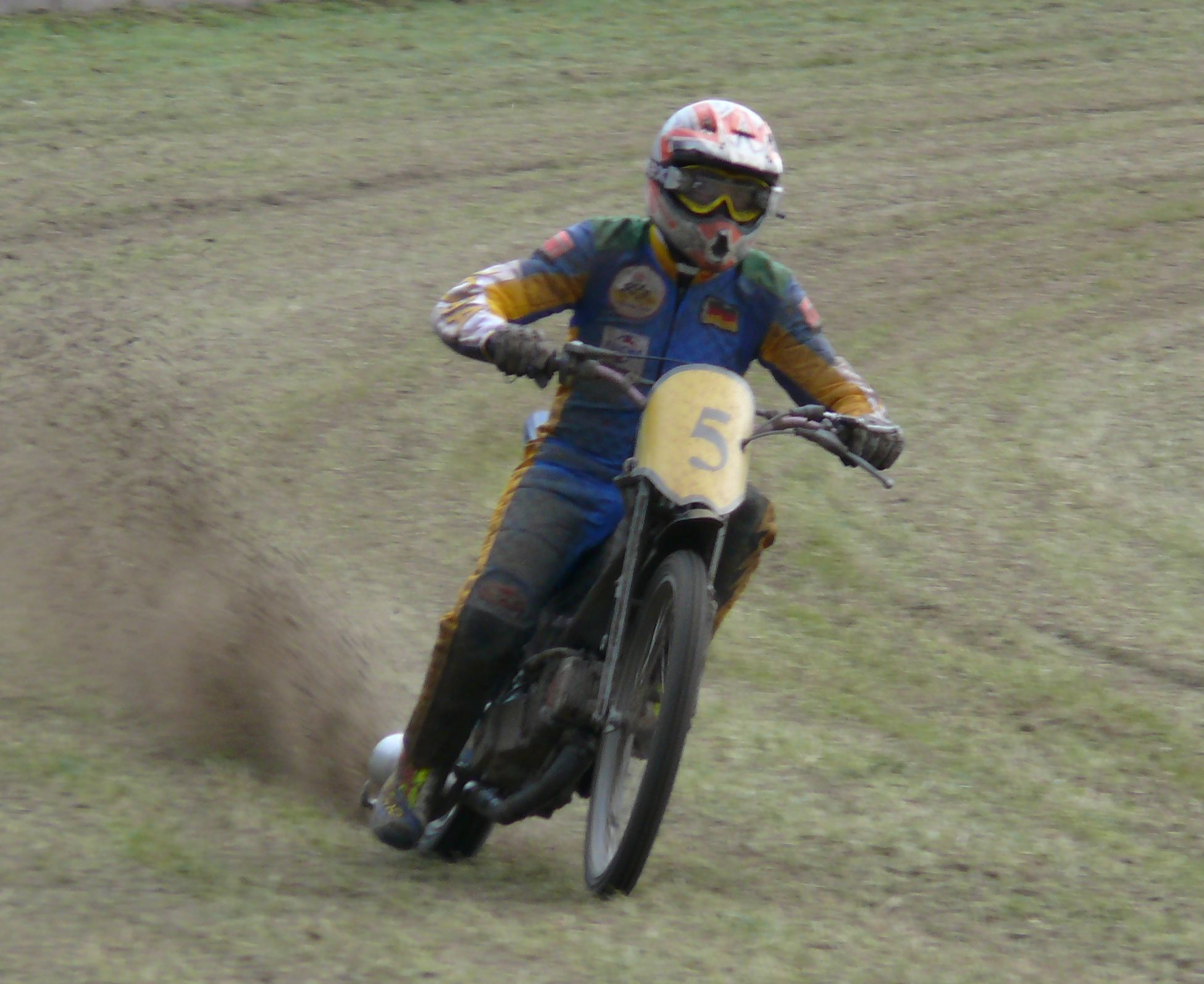
Enrico Janoschka (2007)

Enrico Janoschka (* 29. Juli 1975 in Güstrow) ist ein ehemaliger deutscher Motorrad-Bahnrennfahrer.

## Werdegang
Janoschkas Vater und Onkel waren aktive Bahnrennfahrer. Auch seine Großeltern fuhren in den 1950er Jahren Seitenwagen-Bahnrennen. "Ricky" Janoschka hatte Egon Müller als Mentor und Motorentuner.
Janoschka begann im Jahr 1990 in der Nationalen B-Lizenz Solo und gewann im Jahr 1995 die Deutsche Langbahn-Juniorenmeisterschaft, die es ihm ermöglichte ab 1996 in der internationalen Klasse zu fahren. Ab 1998 nahm er an der Grasbahn-EM teil und an den Qualifikationen zum Langbahn-WM Grand Prix. Im Jahr 2000 gewann er erstmals mit dem dritten Platz bei der Grasbahn-EM eine internationale Medaille. Im Jahr 2003 belegte er Rang drei bei der Langbahn-DM und ein Jahr später gelang ihm der internationale Durchbruch mit jeweils Rang vier im Langbahn-WM Grand Prix und der Grasbahn-EM. Seine größten Erfolge waren Gewinne der Langbahn-Team-Weltmeisterschaft in den Jahren 2007 und 2009. Auf dem Bergring Teterow gewann er in den Jahren 2007, 2008 und 2009 das Grüne Band und den Bergring-Pokal.
2016 beendete Enrico Janoschka seine Rennsportkarriere.

## Erfolge

### Einzel
- Deutscher Langbahn-Juniorenmeister: 1995
- Grasbahn-EM Dritter: 2000
- Langbahn-DM Dritter: 2003

### Team
- Langbahn-Team-Weltmeister: 2007, 2009, 2014